# Chelidorhynx
Genre
Synonymes
- Rhipidura Vigors & Horsfield, 1827[2]
- Ripidicala Boie, 1832[2]
- Rhipidicala G.R. Gray, 1842[2]
- Sauloprocta Cabanis, 1851[2]
- Rhipidicidura G.R. Gray, 1869[2]
- Rhypidura E.P. Ramsay, 1874[2]
- Howeavis Mathews, 1912[2]
- Setosura Mathews, 1913[2]

Chelidorhynx est un genre monotypique de passereaux de la famille des Stenostiridae. Il comprend une seule espèce de chélidorhynques.

## Répartition
Ce genre se trouve à l'état naturel dans le Sud-Est de l'Asie.

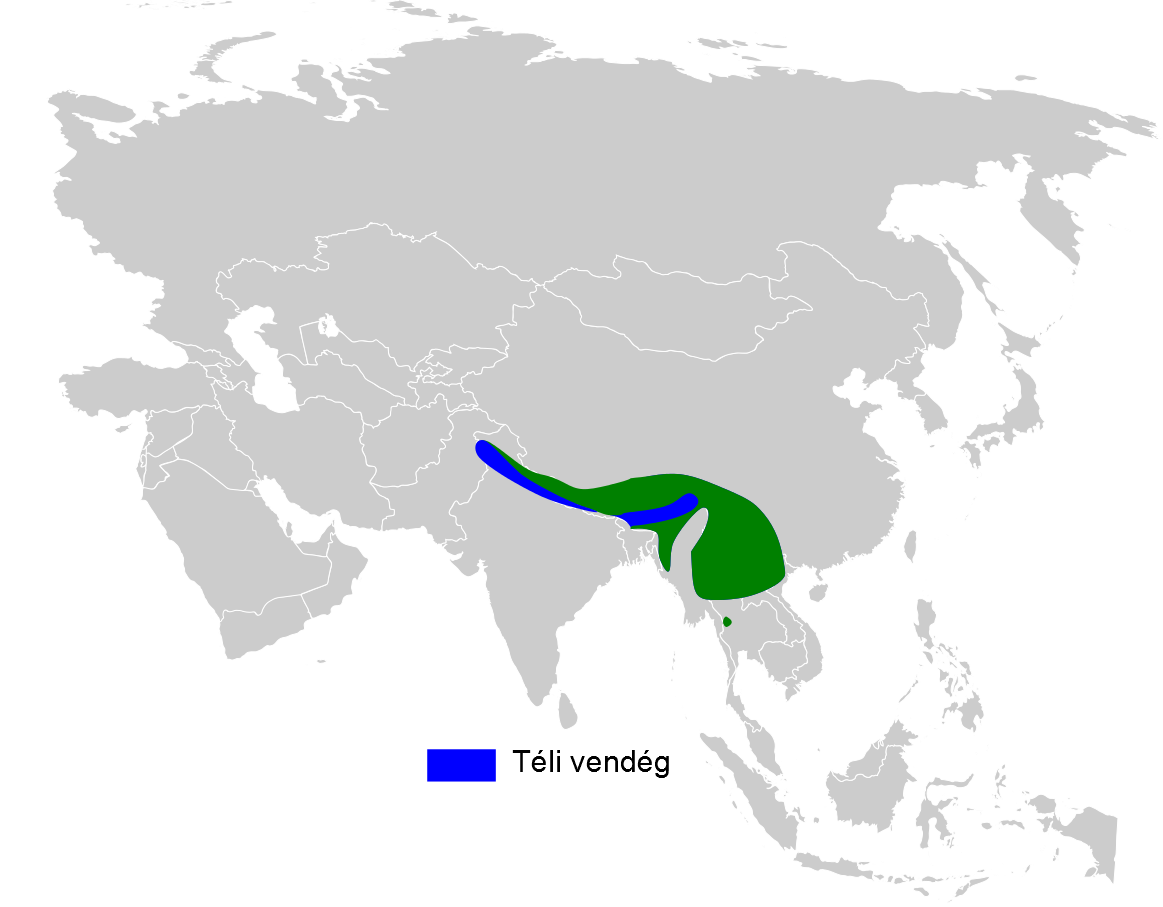
Répartition de Chelidorhynx.

## Liste des espèces
Selon la classification de référence du Congrès ornithologique international (version 8.2, 2018) :
- Chelidorhynx hypoxanthus (Blyth, 1843) — Chélidorhynque à ventre jaune, Rhipidure à ventre d'or, Rhipidure à ventre jaune